# Ensiferella kanmiyai
Ensiferella kanmiyai är en tvåvingeart som beskrevs av Nartshuk 1992. Ensiferella kanmiyai ingår i släktet Ensiferella och familjen fritflugor.
Artens utbredningsområde är Vietnam. Inga underarter finns listade i Catalogue of Life.